# Lawa Cottica Airstrip
Lawa Cottica Airstrip is een landingsstrook in Cottica aan de Lawa-rivier in het oosten van het district Sipaliwini in Suriname.
Er zijn rond de acht maatschappijen die het vliegveld aandoen. Er zijn lijnvluchten naar Zorg en Hoop Airport in Paramaribo. 
De ondergrond van de landingsbaan is van gras. De baan heeft een lengte van circa 1000 meter.